# گاندی‌گرایی
گاندی‌گرایی (به انگلیسی: Gandhism) مجموعه‌ای از ایده‌ها است که به الهام، بینش و زندگی و کارهای مهاتما گاندی گفته می‌شود. این امر به ویژه با مشارکت‌ها وی به ایده مقاومت بدون خشونت، که بعضاً ایستادگی مدنی نیز گفته می‌شود، مرتبط است. دو پایۀ اصلی در باور گاندی‌گرایی، حقیقت و عدم خشونت است.

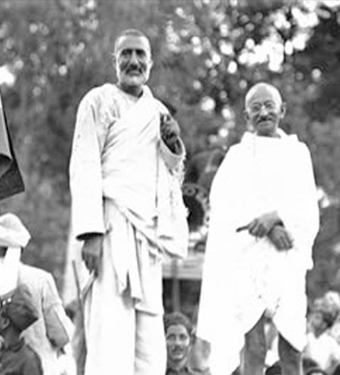
خان عبدالغفار خان از خدمتکار خدای و مهاتما گاندی در کنگره ملی هند

اصطلاح «گاندی‌گرایی» همچنین به چیستی عقاید، کلمات و اقدامات گاندی برای مردم در سراسر جهان و چگونگی استفاده از آنها برای راهنمایی در ساختن آینده خود می‌پردازد. گاندی‌گرایی در قلمرو انسانی فردی غیر سیاسی و غیر اجتماعی هم نفوذ می‌کند. یک گاندی‌گرا می‌تواند به معنای فردی که گاندی‌گرایی یا یکی از فلسفه‌های به دنبال آن را دنبال می‌کند باشد.

با این حال، گاندی اصطلاح «گاندیگرایی» را تأیید نمی‌کرد. همان‌طور که گفته‌بود: 
«چیزی به نام «گاندی‌گرایی» وجود ندارد و من نمی‌خواهم هیچ فرقه ای را پس از خود به جای بگذارم. من ادعا نمی‌کنم که اصل یا دکترین جدیدی ار من سرچشمه گرفته‌است. من به سادگی سعی کرده‌ام تا حقایق ابدی را در زندگی روزمره و مشکلات به شیوه خود به کار گیرم … عقایدی که من شکل داده‌ام و نتیجه‌گیری‌هایی که به آن رسیده‌ام نهایی نیست. من ممکن است فردا آنها را تغییر دهم. من هیچ چیز جدیدی برای آموزش جهان ندارم. حقیقت و عدم خشونت به اندازه تپه‌ها قدیمی است.»
در غیاب «گاندی‌گرایی» مصوب خود گاندی، مکتبی فکری وجود دارد که فرد باید آنچه را که گاندی‌گرایی است، از زندگی و آثار خود او استخراج کند. یکی از این کسورات، فلسفه‌ای است براساس «حقیقت» و «عدم خشونت» به معنای زیر به کار می‌رود. ابتدا باید این حقیقت را تصدیق و قبول کنیم که مردم در همه سطوح متفاوت هستند («حقیقت»). دوم، این که هرگز نباید برای حل و فصل اختلافات ذاتی بین انسان‌ها در هر سطحی به خشونت متوسل شد: از بین دو نفر تا دو ملت تا دو نژاد یا دو دین («عدم خشونت»).

## یادداشت
1. ↑  Nicholas F. Gier (2004). The Virtue of Nonviolence: From Gautama to Gandhi. SUNY Press. p. 222. ISBN 978-0-7914-5949-2.
2. ↑  Gwilym Beckerlegge, World religions reader, 2001

- Gandhi today: a report on Mahatma Gandhi's successors, by Mark Shepard. Published by Shepard Publications, 1987. شابک ‎۰−۹۳۸۴۹۷−۰۴−۹. Excerpts